# Chevalier (film)
Chevalier är en kommande amerikansk biografisk och historisk dramafilm från 2022, regisserad av Stephen Williams efter ett manus skrivet av Stefani Robinson. Filmen är baserad på Joseph Bologne, Chevalier de Saint-Georges. Filmen hade sin världspremiär på Toronto International Film Festival den 11 september 2022 och släpptes i USA den 21 april 2023. Filmen släpptes på strömningstjänsten Disney+ den 16 juni 2023.

## Handling
Filmen är baserad på den fransk-karibiska musikern Joseph Bologne, Chevalier de Saint-Georges, liv (Kelvin Harrison Jr.).  Han skickades till en internatskola i Paris där han utmärkte sig inom bland annat fiolspel. Som vuxen imponerade han på drottning Marie-Antoinette (Lucy Boynton) till den grad att hon adlade honom. Han ras och kärleksaffärer ledde dock till hans nedgång.

## Rollista (i urval)
- Kelvin Harrison Jr. - Joseph Bologne, Chevalier de Saint-Georges
- Samara Weaving - Marie-Josephine de Montalembert
- Lucy Boynton - Marie Antoinette
- Marton Csokas - Marc René, marquis de Montalembert
- Alex Fitzalan - Louis Philippe II, Duke of Orléans
- Minnie Driver - Marie-Madeleine Guimard